# Gütertriebwagen
Als Gütertriebwagen oder Gütermotorwagen werden Triebwagen einer Eisenbahn oder Straßenbahn bezeichnet, die zur Beförderung von Waren bestimmt sind. Anders als Personentriebwagen sind sie sehr selten, denn bei der Güterbeförderung ist eine hohe Nutzlast wünschenswert; ein im gleichen Fahrzeug eingebauter Antrieb geht jedoch auf Kosten der Nutzlast. Sonderformen der Gütertriebwagen sind Gepäcktriebwagen beziehungsweise Posttriebwagen. Häufig dienen Gütertriebwagen darüber hinaus als Schlepptriebwagen für weitere Güterwagen. 
Die Deutsche Reichsbahn beschaffte 1930 versuchsweise Gütertriebwagen der Waggonfabrik Wismar für den Stückgut-Schnellverkehr. Früher wurden Gütertriebwagen vor allem aber auf Klein- und Nebenbahnen eingesetzt, hier insbesondere auch auf elektrifizierten Strecken. Beispiele hierfür sind die Gütertriebwagen der Lokalbahn Aktien-Gesellschaft (LAG Nr. 891 und LAG Nr. 895) sowie die bis heute erhaltenen E 21 und E 22 der Extertalbahn. Teilweise waren sie auch als Güterstraßenbahn im Stadtverkehr anzutreffen, so beispielsweise in Hannover. 
In der norwegischen Hauptstadt Oslo wurden Gütertriebwagen für den Betrieb der Korntrikk eingesetzt, wobei es sich zunächst um umgebaute normale Straßenbahntriebwagen handelte und später um speziell für diesen Betrieb gebaute Fahrzeuge. Am 15. Februar 1967 wurde der Betrieb der Osloer Korntrikk eingestellt, als im Zuge des Hafenumbaus und der Erweiterung der Kaianlagen die Trasse der Bahn für den neuen Fährterminal benötigt wurde.
Beispiele für moderne Gütertriebwagen:
- Der CargoSprinter der Deutschen Bahn AG
- Die JR-Freight-Klasse M250 der japanischen Japan Freight Railway Company
- Die CarGoTram, die für Volkswagen auf dem Netz der Straßenbahn Dresden verkehrt
- Der Stückguttriebwagen Dhe 2/4 3015 der Gornergratbahn für die Versorgungsfahrten der Bergrestaurants und -hotellerie

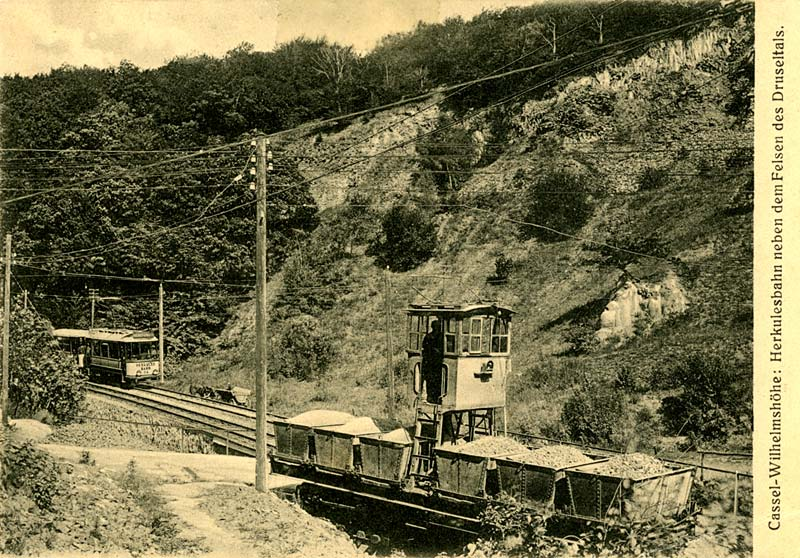
Offener Gütertriebwagen mit Mittelführerstand der Herkulesbahn
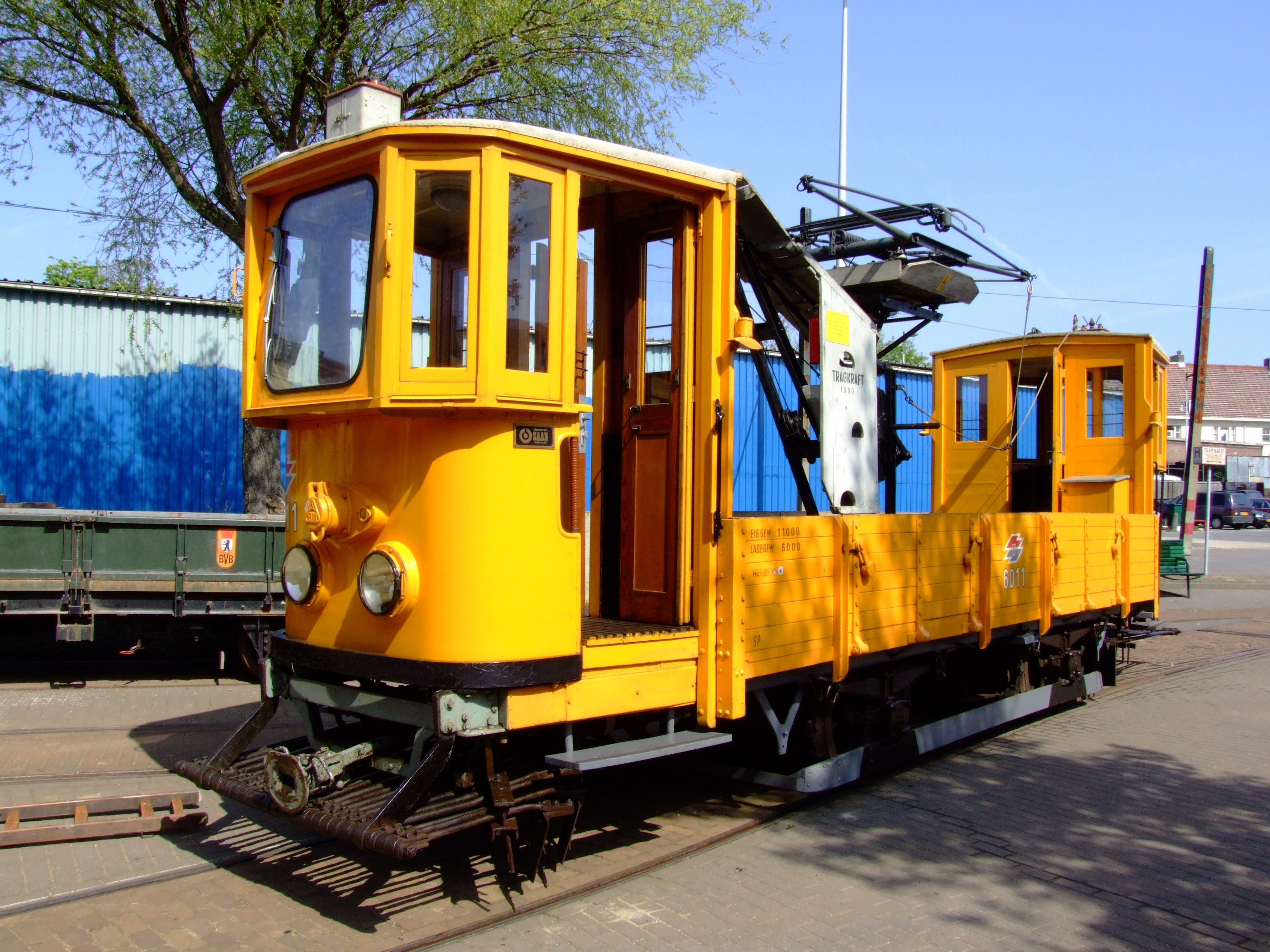
Offener Gütertriebwagen mit zwei Führerständen bei den Wiener Linien
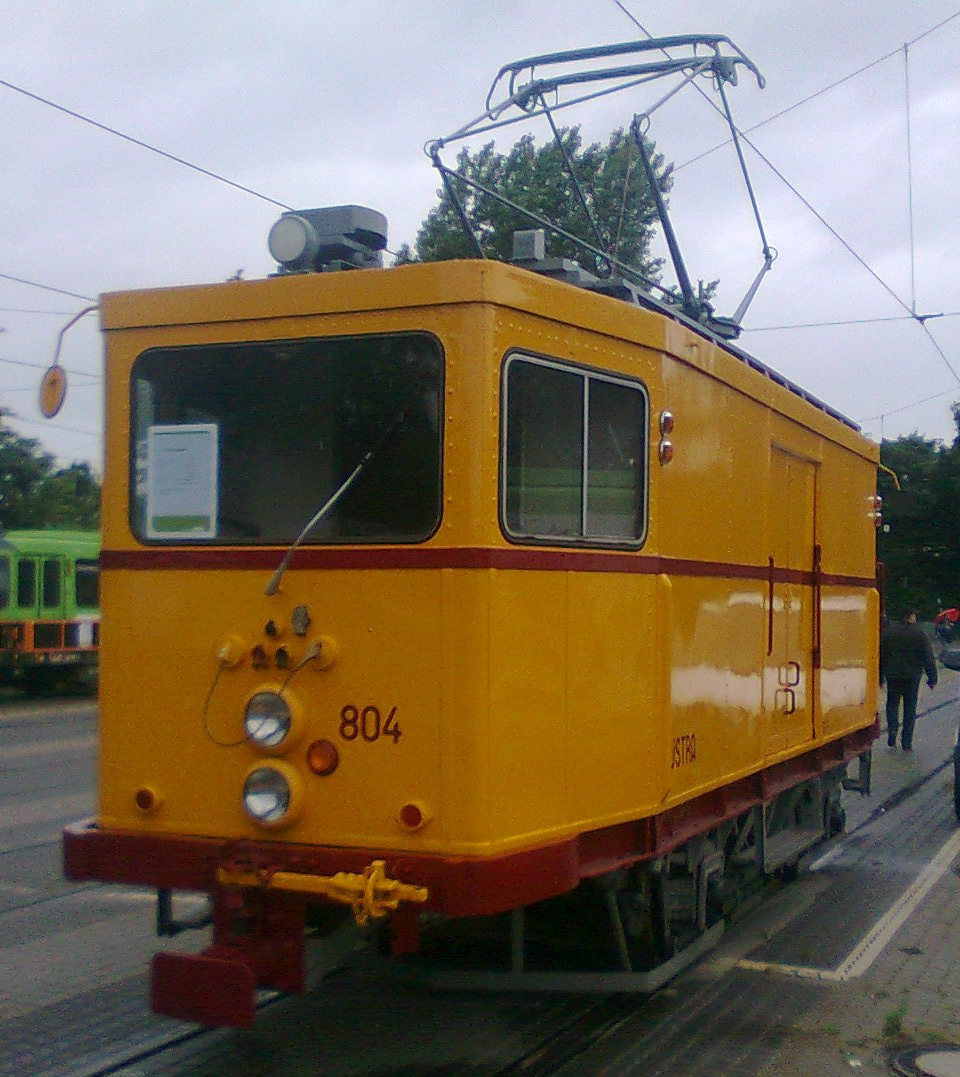
Geschlossener zweiachsiger Gütertriebwagen der Straßenbahn Hannover
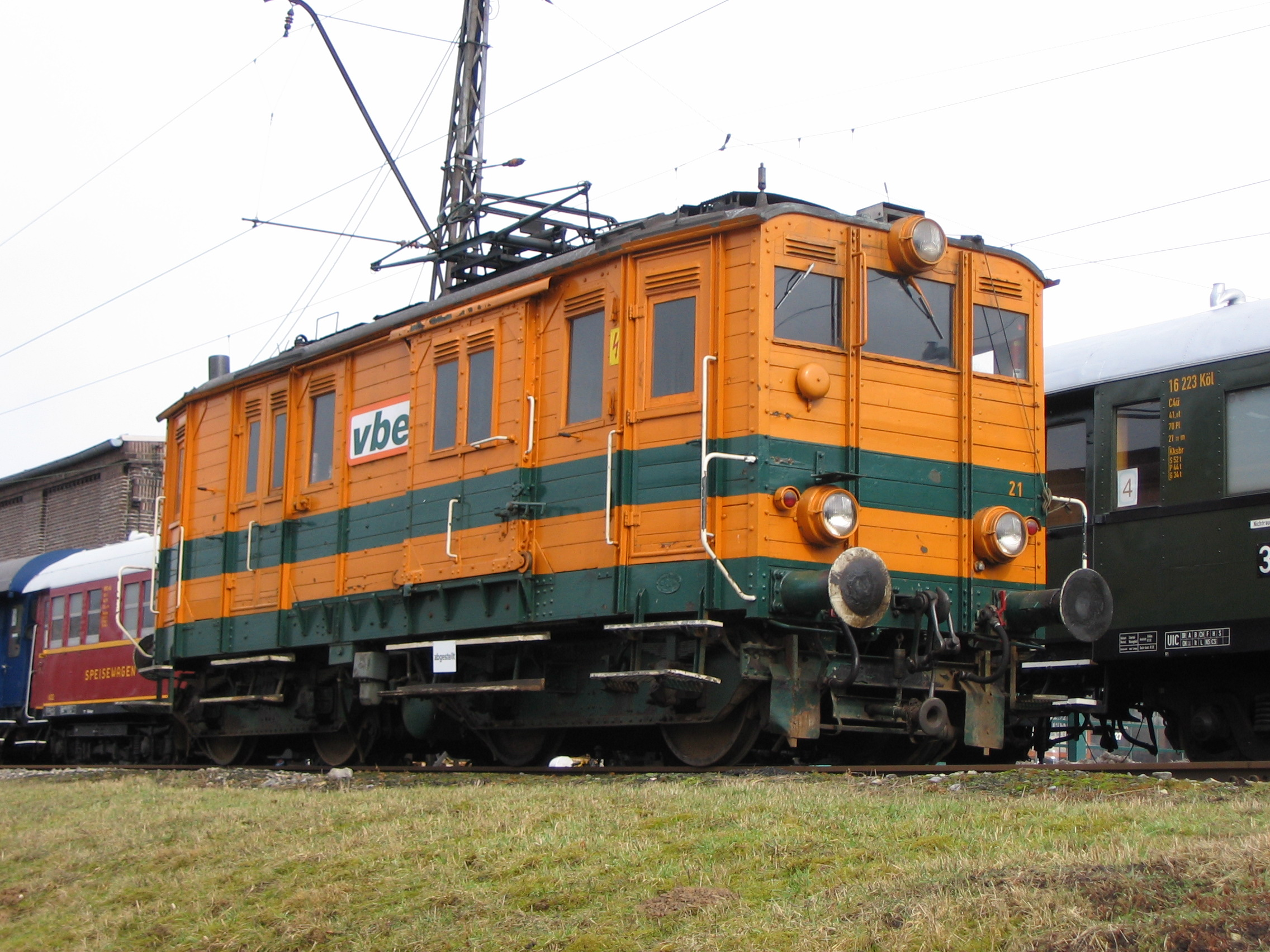
Geschlossener vierachsiger Gütertriebwagen E21 der Extertalbahn
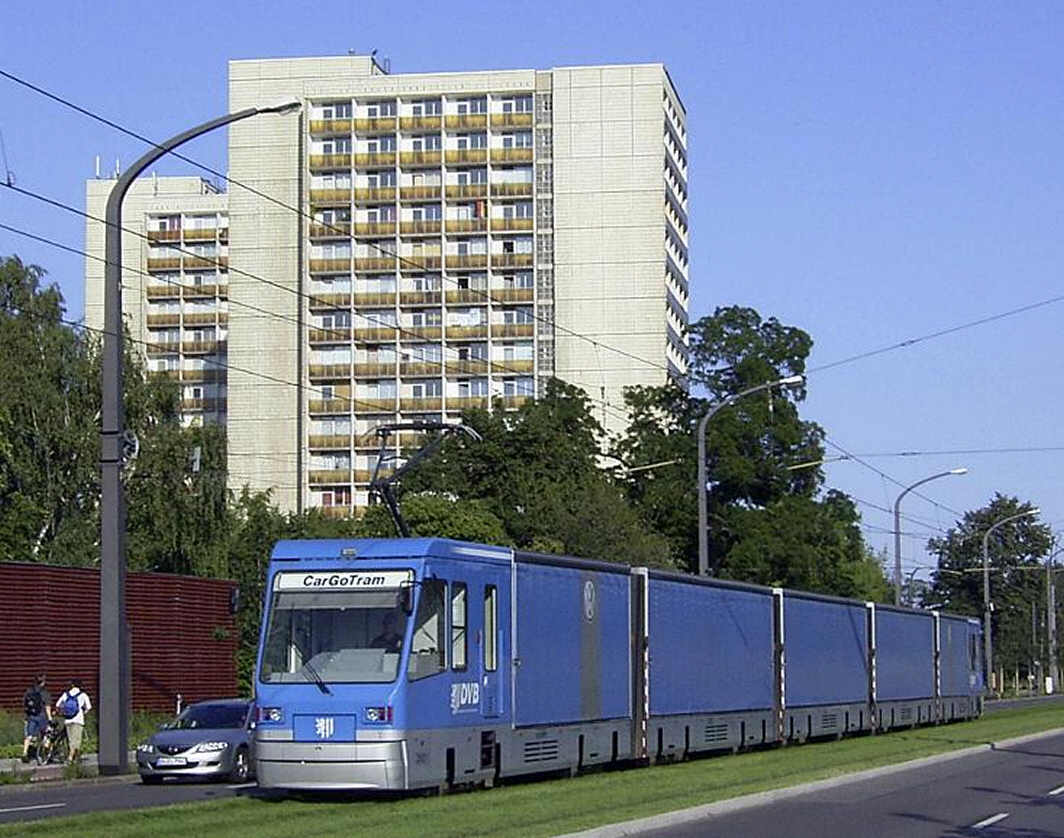
Mehrteiliger CarGoTram-Triebzug in Dresden
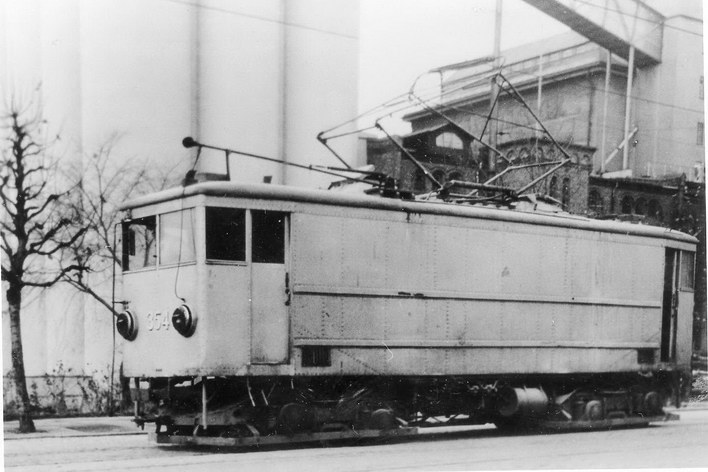
Korntrikk in Oslo
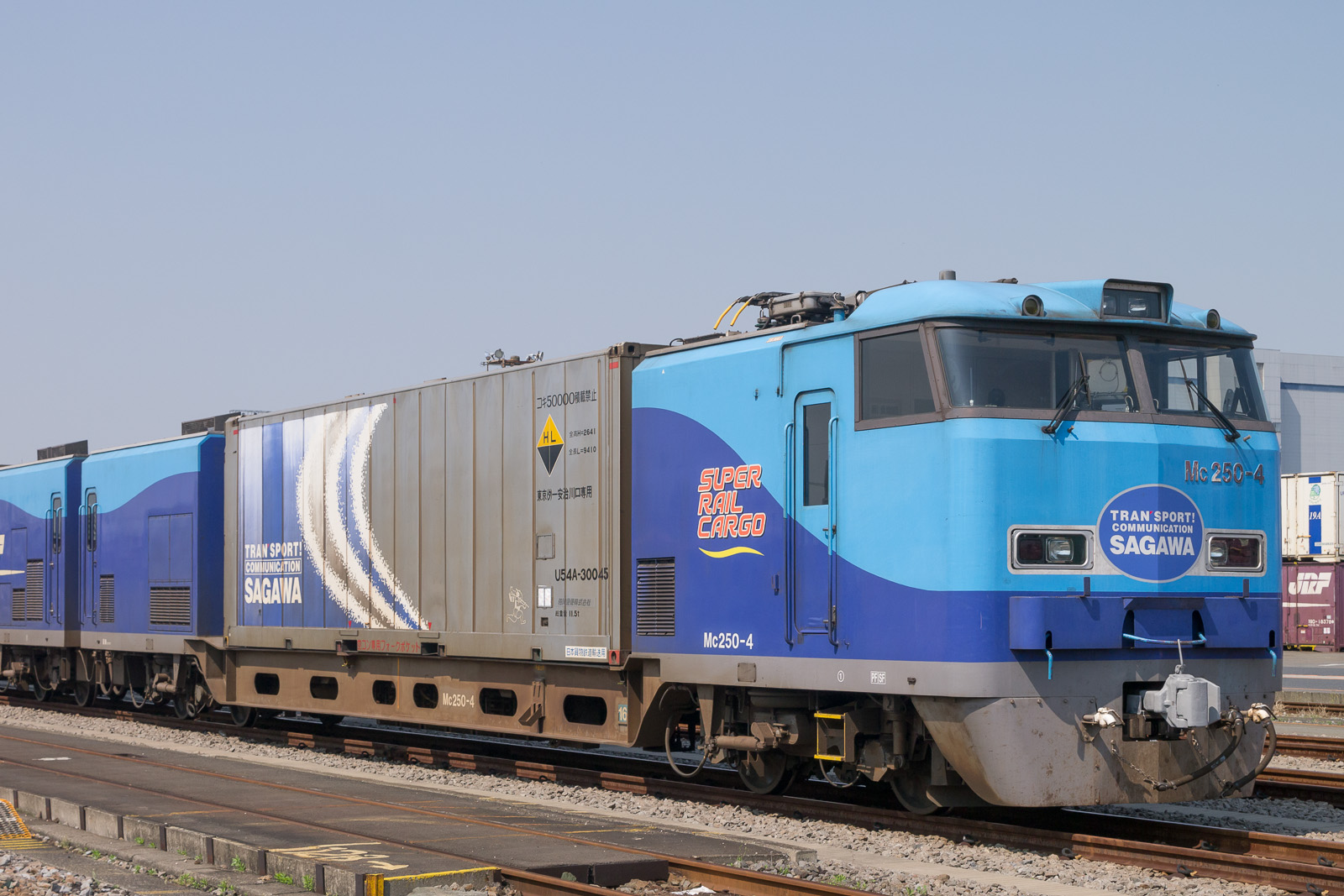
Japanischer M250-Triebzug für den schnellen Güterverkehr